# Vlag van Subkarpaten

Vlag van Subkarpaten

De vlag van Subkarpaten is in gebruik sinds 23 november 2000. De vlag heeft een rechthoekig vlak met de verhoudingen van 5:8 (verhouding breedte/lengte), het is driedelig in een paal: aan de zijkanten smallere velden (elk 1/5 van de lengte) in blauw, in het midden op een breder veld (3/5) in het wit is er het wapen van het woiwodschap Subkarpaten.